# Яхта. Самолёт. Девушка. Запретная любовь за ваш счёт
«Яхта. Самолёт. Девушка. Запретная любовь за ваш счёт» — журналистское расследование Алексея Навального и «Фонда борьбы с коррупцией», опубликованное 2 декабря 2019 года на YouTube. Расследование посвящено предполагаемым личным отношениям главы ВТБ Андрея Костина с журналисткой ВГТРК Наилей Аскер-заде.

## Содержание

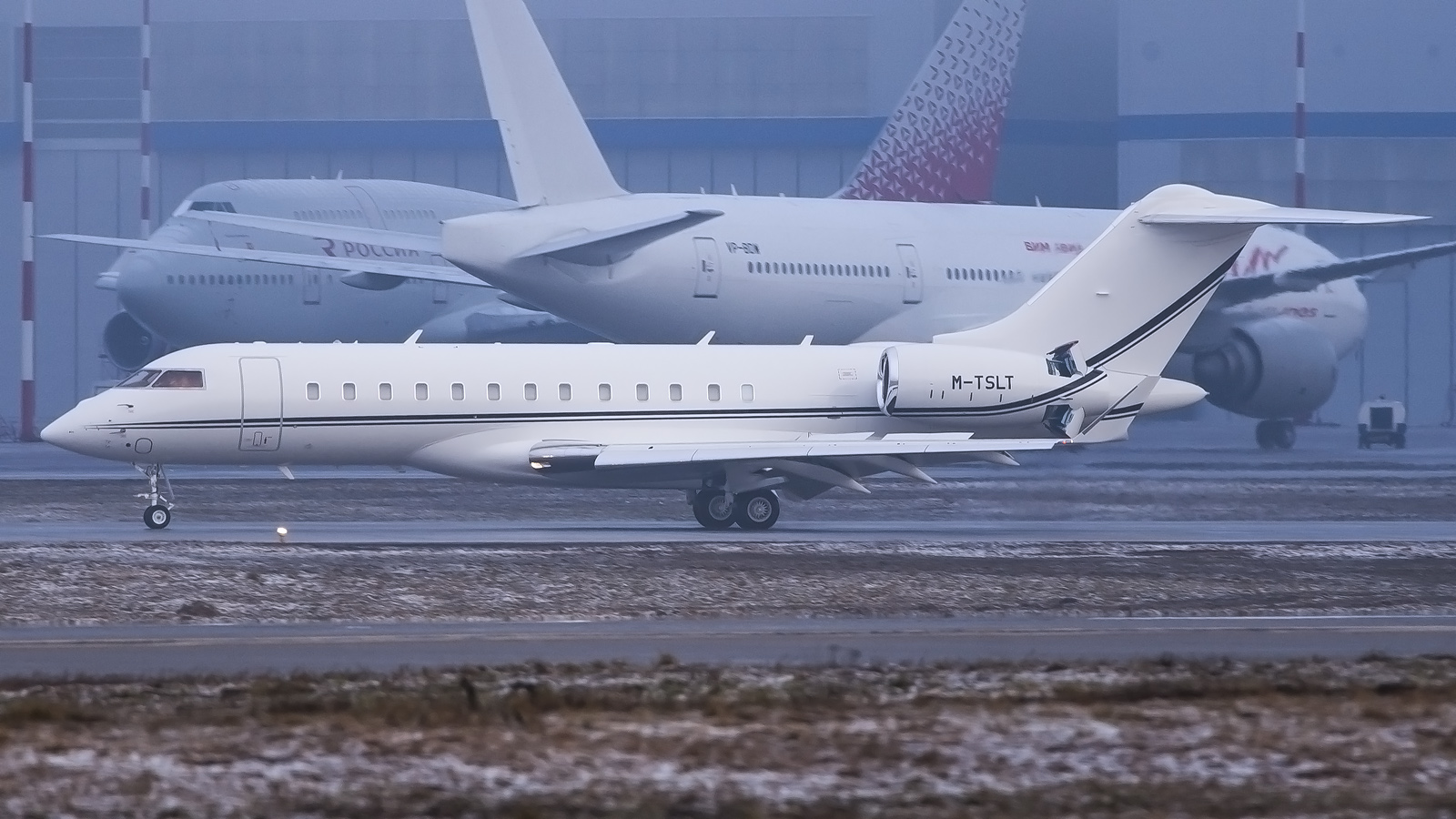
Обсуждаемый в расследовании бизнес-джет Bombardier Global 6000 во Внуково вскоре после нанесения на фюзеляж регистрационных знаков M-TSLT

В своём ролике создатель ФБК приводит, по его мнению, веские доказательства личных отношений между Андреем Костиным и Наилей Аскер-заде. Отправной точкой расследования становится Центральный парк Нью-Йорка, где команда расследователей обнаруживает скамейку с дарственной табличкой «Андрею Костину от Наили». Такая табличка может быть установлена только в обмен на пожертвование парку в размере не менее 10 тысяч долларов. Навальный находит имя Наили Аскер-Заде в списке жертвователей за 2015 год.
Затем Навальный рассказывает о квартирах (в жилом комплексе «Новая Остоженка»), доме на Рублёвке (Жуковка-3), принадлежащих журналистке, а также о самолёте (Bombardier Global 6000 с номером T7-KLT, ранее M-TSLT) и 62-метровой яхте Sea & Us, суммарной оценочной стоимостью 8 млрд рублей, которыми якобы пользуется журналистка в личных и профессиональных целях. Навальный демонстрирует документы, которые, по его мнению, подтверждают его слова и должны продемонстрировать, что ни Аскер-Заде, ни Костин не могли бы покрыть расходы не только на покупку по рыночной стоимости, но и на аренду этих объектов по конкурентным ценам. Политик приводит документы о связях этих объектов непосредственно с банком ВТБ.
На основании этих предположений Навальный обвиняет Костина в коррупции. При этом ВТБ на тот момент уже фактичеcки являлся государственным банком (более 50 % принадлежало государству), который получил около триллиона рублей поддержки из госбюджета на реализацию инвестиционных проектов.
Между сценами расследования вмонтированы вставки с благотворительных акций российских телеканалов, где ведущие предлагают зрителям помочь больным детям, стоимость лечения которых на порядки меньше, чем предполагаемые траты Наили Аскер-заде. Кроме того, в своём расследовании Навальный резко критически отозвался о профессиональных качествах журналистки.

## Реакция
Видео с расследованием за сутки набрало более 2,5 миллиона просмотров. Российские официальные информационные агентства через несколько часов удалили со своих новостных лент упоминания о нём.
Согласно пояснению ВТБ-Лизинг, самолёты из расследования Навального не имеют отношения к группе ВТБ и связанным с ней лицам; данные самолёты были проданы банком в 2017 году ввиду риска ущерба от санкций.
Реагируя на обвинения Навального, телеканал Россия 24 запустил повтор эфиров журналистки.

Фрагмент таблички, ставшей произведением искусства

25 декабря Андрей Костин заявил, что подумает, какие действия предпринять насчёт расследования, и отказался его комментировать.
Расследование было проигнорировано тремя ведущими деловых изданиями России («Ведомости», «Коммерсант» и «РБК»), информагентства ТАСС и РИА "Новости" выпустили и удалили новостные заметки с комментарием пресс-секретаря президента РФ Дмитрия Пескова по поводу расследования, агрегатор «Яндекс.Новости» выдавал публикации об Аскер-заде только при вбивании её фамилии через кавычки. Подобная реакция СМИ вызвала критику со стороны главы ФБК Алексея Навального, сравнившего игнорирование расследование с публикацией «Ведомостями» материалов о награждении Аскер-заде премией «ТЭФИ» и публичными поздравлениями по этому случаю со стороны действующих сотрудников газеты. В ответ редактор отдела «Медиа» «Ведомостей» Ксения Болецкая обвинила политика в том, что он в соцсетях «автоматом не тиражирует» расследования «Коммерсанта», РБК и «Ведомостей», а бывший главред «Ведомостей», член набсовета издания и шеф-редактор службы политической информации агентства «Интерфакс» Татьяна Лысова со ссылкой на анонимный telegram-канал Беспощадный пиарщик ошибочно обвинила его в игнорировании расследования «Ведомостей» про дачу главы Роснефти Игоря Сечина в 2016 году. 4 декабря 2019 года в эфире в эфире программы Hard Day’s Night на телеканале «Дождь» член совета директоров газеты «Ведомости» Демьян Кудрявцев извинился перед читателями за то, что издание не осветило резонансное расследование, но отказался считать произошедшее примером цензуры, так и не назвав причину подобного поведения издания.
Наиля Аскер-заде отреагировала на расследование в своём Instagram-канале:

Заказала нативную рекламу своей инсты у одного популярного блогера. Не думала, что так зайдёт. Новым подписчикам — добро пожаловать»

Реагируя на обвинения Навального, телеканал «Россия-24» запустил повтор эфиров Аскер-заде.
Российский современный художник Артём Лоскутов, заполучив табличку с посвящением из нью-йоркского Центрального парка, заявил её как своё произведение «Без любви ничего не получится» в жанре «найденный объект». Лоскутов продал табличку на аукционе за 1,5 миллиона рублей, которые перевёл в благотворительный фонд «Русфонд».

## Анализ
Анализируя расследование, издание The Bell приходит к выводу, что из опубликованных Навальным данных невозможно сделать вывод о собственниках самолёта и яхты, а также о том, кто оплачивал путешествия журналистки.
Самолёт Bombardier Global 6000, ранее принадлежавший аффилированному с ВТБ офшору на Бермудских островах, был продан другому, белизскому офшору. Его новые собственники и условия продажи не раскрываются. В 2018 году самолёт был перерегистрирован с острова Мэн в Сан-Марино. Предполагаемые полёты Аскер-заде совершала уже в 2019 году.
Приблизительная стоимость яхты Sea & Us — 70 миллионов долларов США. Её владельцем является российский предприниматель Анатолий Ломакин.
Издание также указывает на невозможность точного определения дохода Костина в ВТБ, признавая, что «Костин всегда был одним из самых высокооплачиваемых российских топ-менеджеров».
Осталась недоказанной и заявленная Навальным убыточность банка из-за «бездарного управления»: 2014—2019 годы ВТБ неизменно закрывал с прибылью, хотя и подешевел с момента размещения IPO в 2007 году примерно в 5 раз. При этом названная в расследовании сумма господдержки банка в 1 трлн рублей, по мнению издания, «похожа на правду».

## Продолжение расследования
26 декабря 2019 года ФБК выпустил продолжение расследования, в котором утверждалось, что самолёты, на которых, согласно предыдущим расследованиям ФБК, летали Аскер-заде и Светлана Медведева, управляются, как и до продажи, компанией-оператором, связанной c ВТБ.